# Subway (nhà hàng)
Subway (tên khác: Doctor's Associates Inc.) là thương hiệu thức ăn nhanh của Mỹ, chuyên về bánh sandwich, salad và đồ uống. Hãng do Fred DeLuca thành lập năm 1965 ở Bridgeport, Connecticut khi ông mới 17 tuổi, dưới tên ban đầu là "Pete's Super Submarines". Bên cạnh Fred, doanh nhân Peter Buck đóng vai trò hỗ trợ tài chính. Hai năm sau khi thành lập, hãng đổi tên thành Subway. Tới năm 1974, hãng bắt đầu hình thành một chuỗi cửa hàng, với chi nhánh thứ hai ở Wallingford, Connecticut, rồi dần dần sau đó phát triển ra toàn cầu như hiện tại.

## Địa điểm

Các quốc gia có mặt Subway (tô vàng)

Tính đến tháng 7/2020, Subway đang có khoảng 41.600 cửa hàng ở 111 quốc gia và vùng lãnh thổ. Một phần không nhỏ trong đó tập trung ở Bắc Mỹ, với 24.129 cửa hàng ở Hoa Kỳ, 3.155 ở Canada và 929 ở México. Ngoài khu vực này, một số nước khác có nhiều cửa hàng có thể kể đến như: Úc (1.400), Brasil (2.200) và Anh Quốc (2.300).

## Hình ảnh

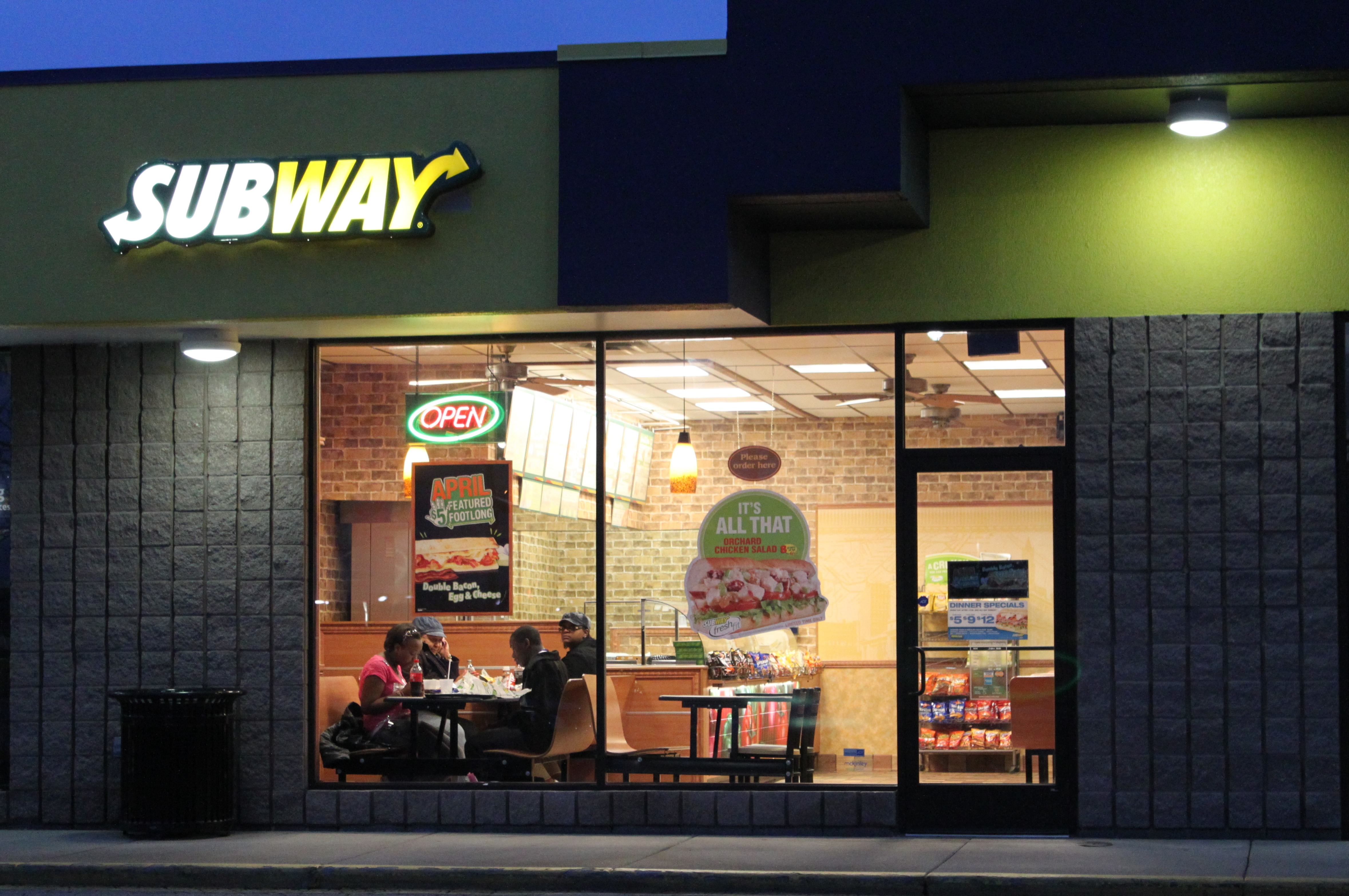
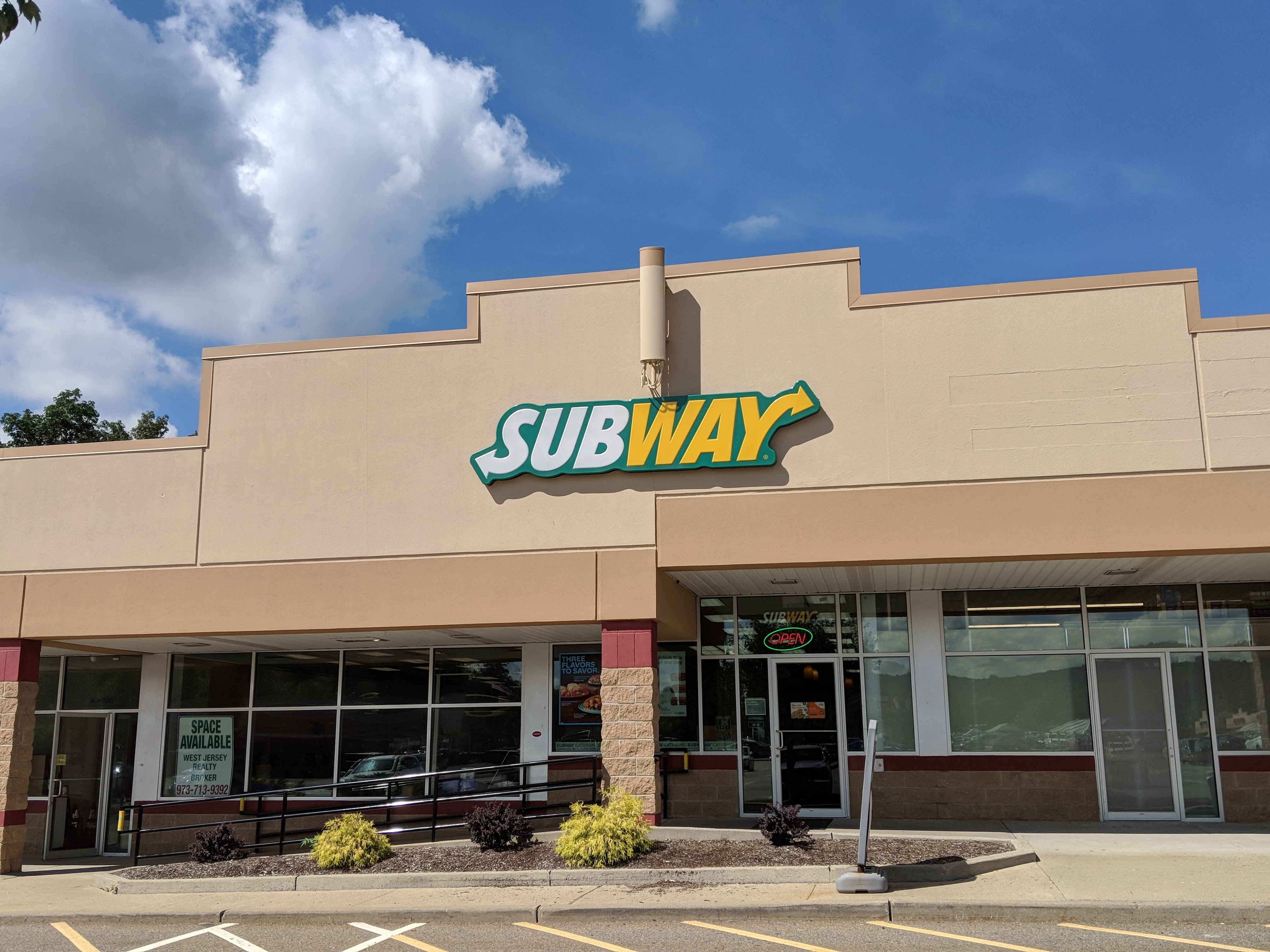
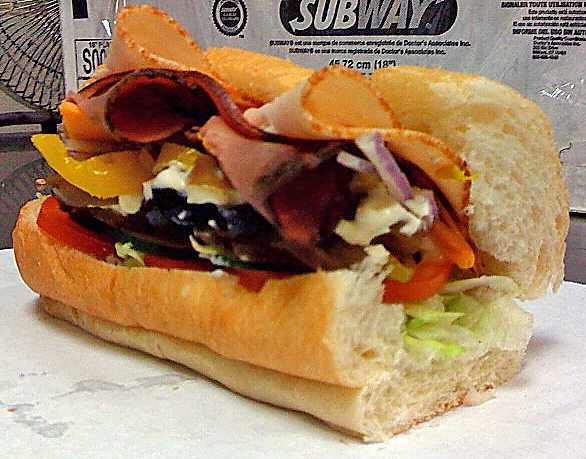
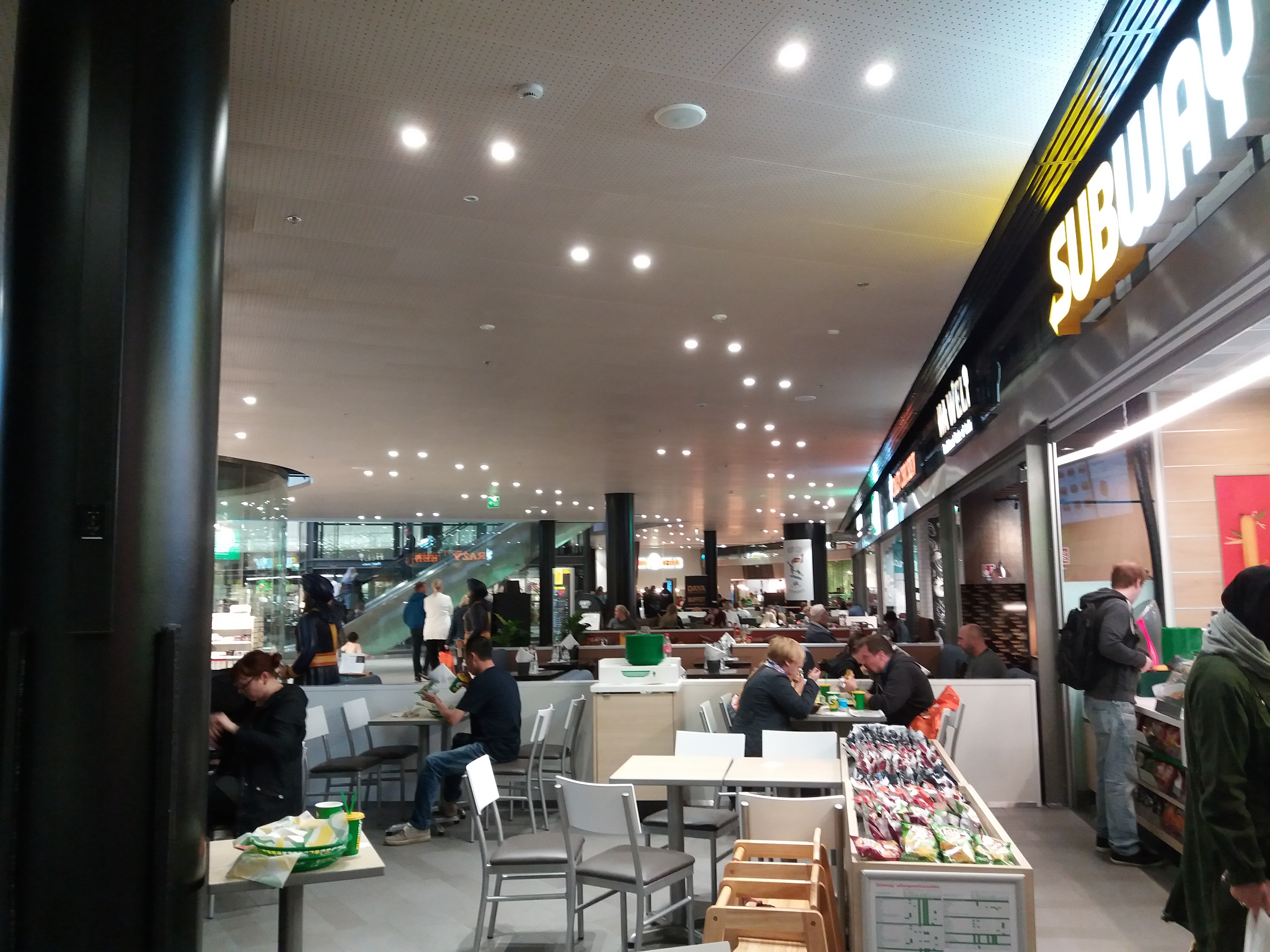